# ハマダイコン
ハマダイコン（浜大根、学名: Raphanus sativus var. hortensis f. raphanistroides）は、アブラナ科ダイコン属の越年草である。別名、ホソダイコン、ノダイコン、イソダイコンともよばれる。中国名は藍花子。野菜のダイコンよりも葉や根は硬く、強い辛味と香りを有し、同様に食用にすることができる。

## 分布・生育地
日本全国（北海道から琉球まで）に分布し、海岸や河口の砂地、海岸沿いの草やぶに自生する。多くは海岸の砂地に群生するが、ごくまれに海岸から離れた場所に生えている。海岸のゴミが打ち上げられるような場所に多く見られるのは、コルク質の種子が海流に乗って運ばれてきたためである。日本には、もともと外来で入ってきた植物とされる。多くの植物図鑑などでは、かつて栽培されたダイコンが古い時代に野生化したものとする説が主流であるが、これに疑問を持つ研究者もおり、遺伝子を調べた研究ではダイコンとは別系統の種類であるとする報告もある。

## 特徴
高さ60 - 70センチメートル (cm) 内外になる越年草（二年草）。多年草とする文献もある。地上部の葉姿は畑で栽培されるダイコンによく似るが、根は直径2 cmほどで地中に深く伸び、ダイコンのように太くはならない。葉は根際から出る根生葉で太い葉柄があり、長さ15 cm前後、幅4 cmほどで、頂小片と5対ほどの側小片に裂けていて、頂小片は最も大きく、表と裏面ともに粗い毛が生え、触れると痛みを感じるほどである。冬の間は、根生葉を砂地に広げたロゼット状で冬越しする。
花期は春から初夏（3 - 6月）で、茎が30 - 60 cmに伸びて濃淡がある淡赤紫色、まれに白色の十字型の花を総状花序にたくさん咲かせる。4枚の花弁は、濃い紫色の線が入る。花が終わると、アブラナ科特有の細長い莢状の果実をつけ、長さ6 cmほどのサヤには数珠状のクビレがある。果実が熟しても裂開しないが、果実の中には4個前後の無毛の種子が入っている。夏から秋にかけて、芽生えが起こる。

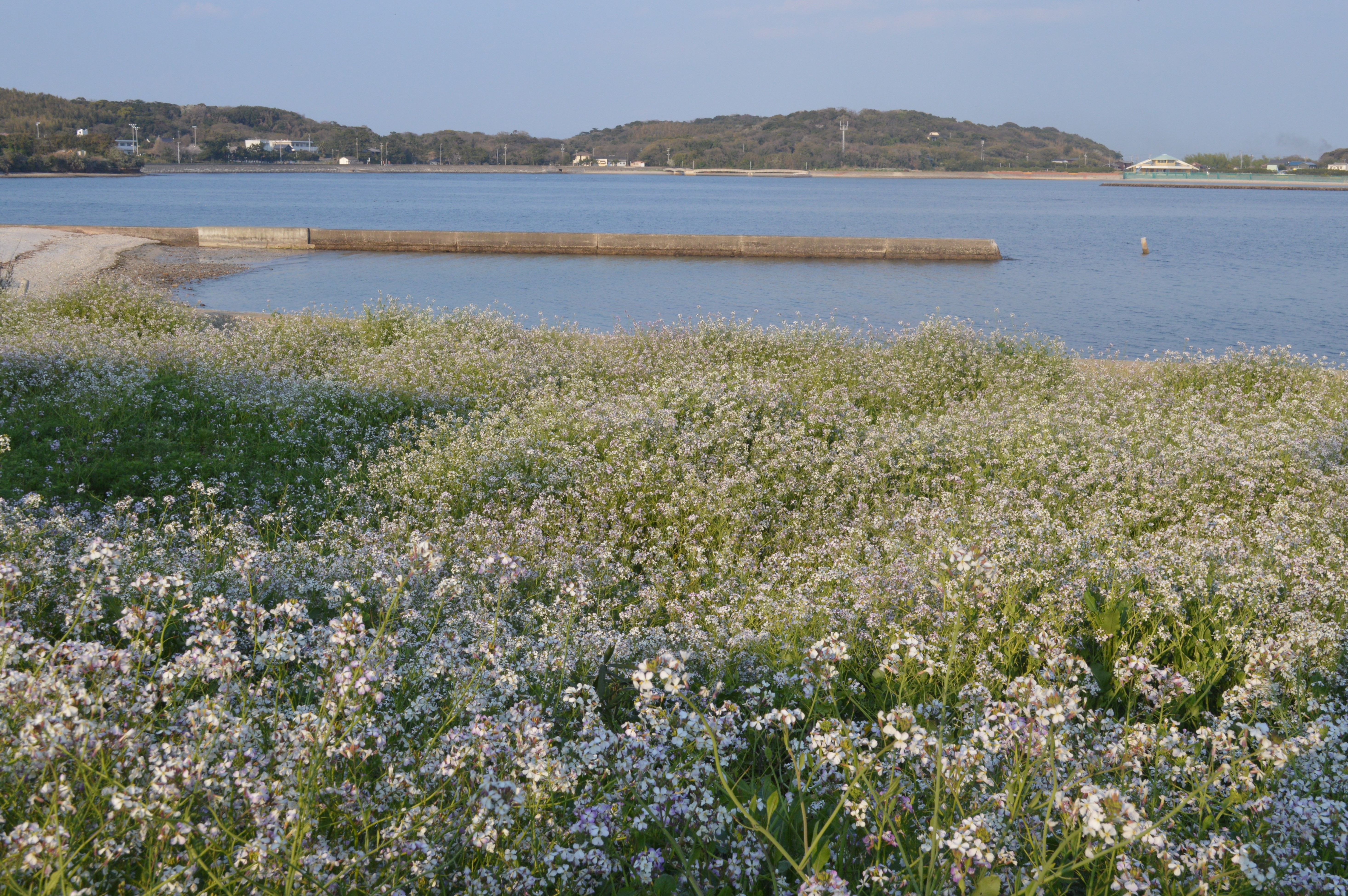
群生するハマダイコン（愛知県西尾市の佐久島にて）
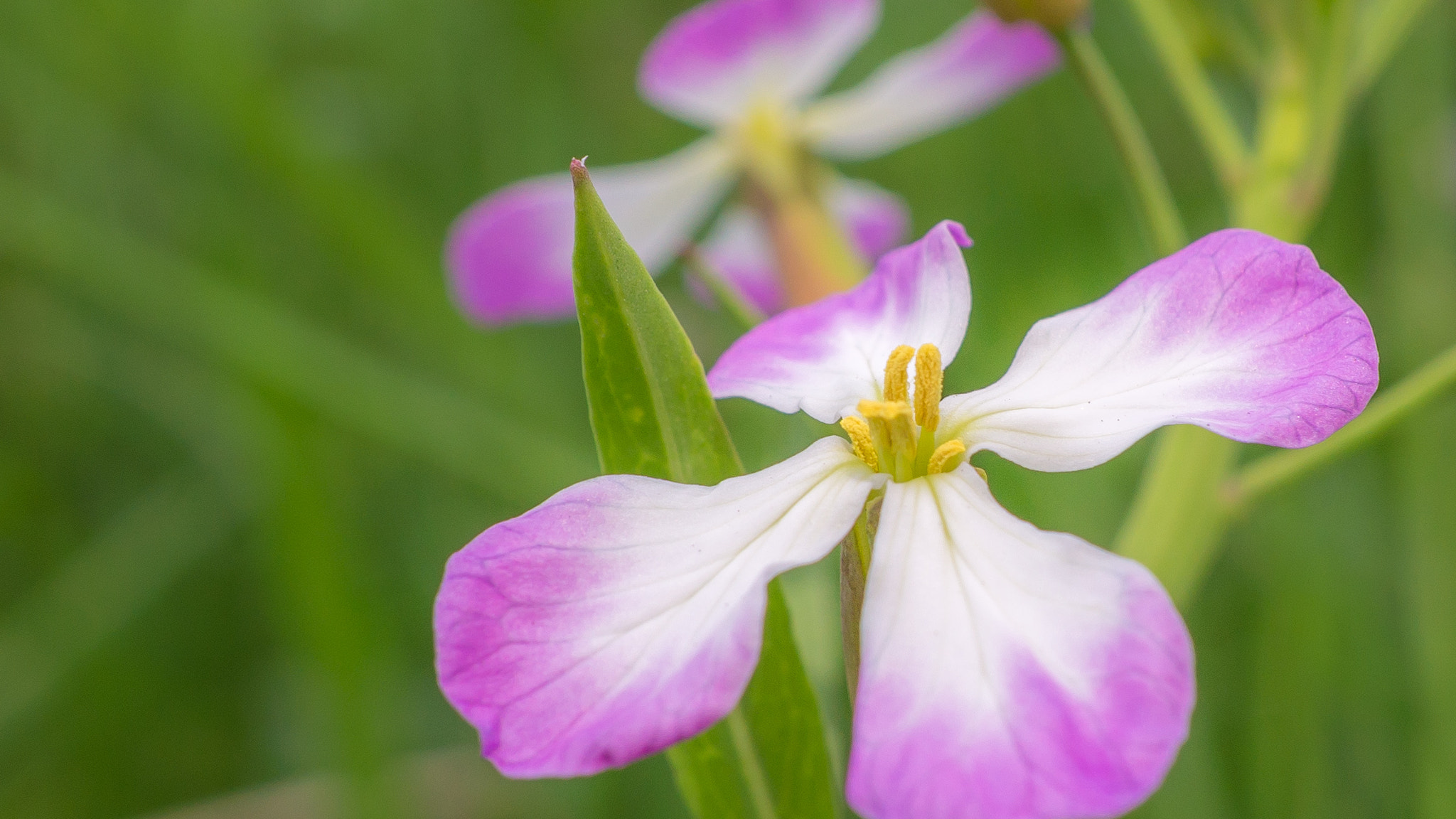
ふつう花色は濃淡がある淡赤紫色
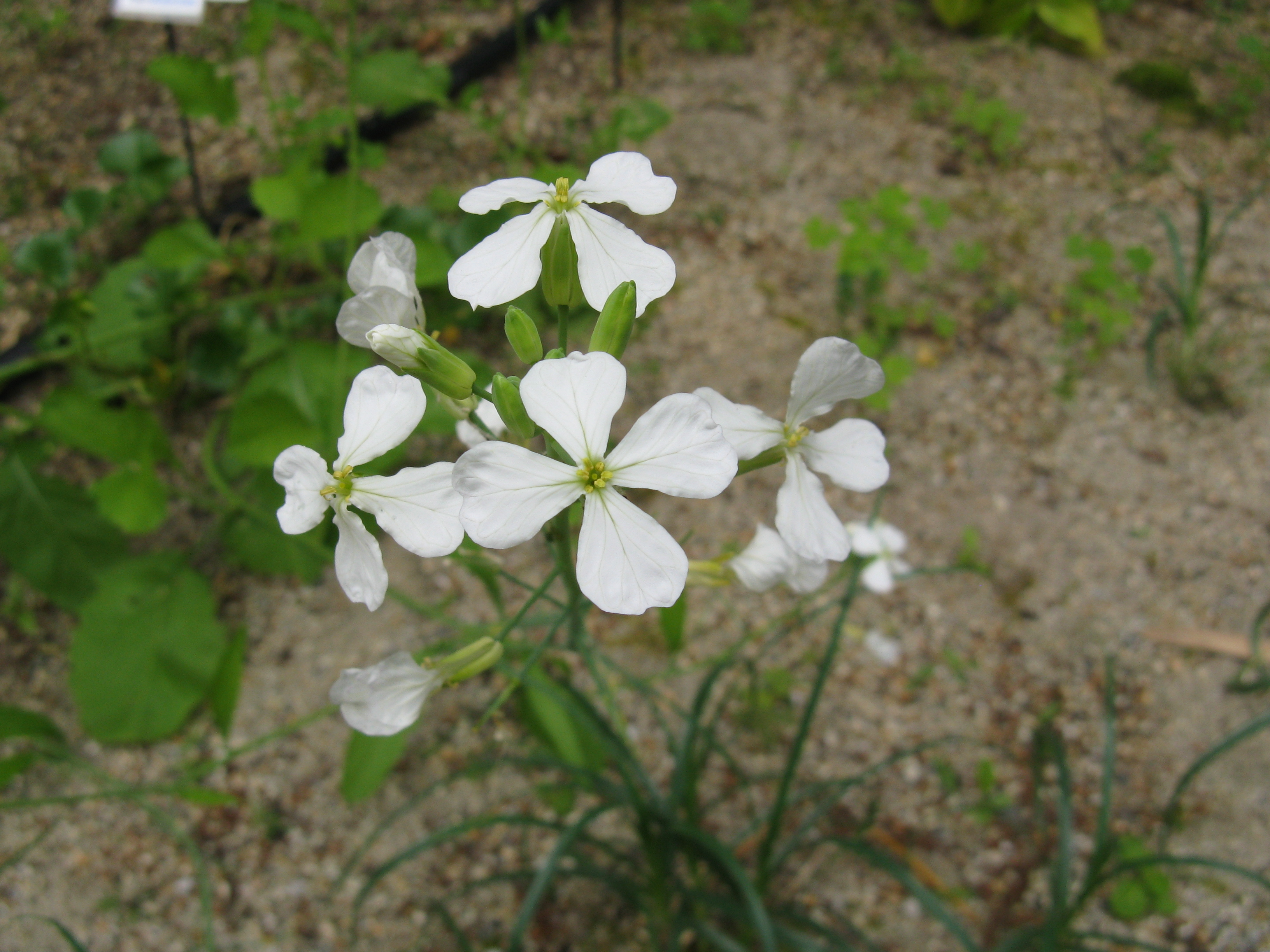
白い花

## 利用
冬から春にかけて、まだやわらかい若苗と若い根を食用にする。花茎が伸びると硬くなるため、1 - 3月ごろの花茎が伸びる前に、根ごと抜き取って採取する。若い根や葉は、よく洗ってから茹でて水にとって冷まし、おひたしや和え物、油炒め、きんぴら、煮びたし、汁の実などにする。また刻んで薄い塩味をつけて、炊いたご飯に混ぜ込んだ菜飯にしてもよい。根は硬くて辛味もかなり強く、生食はできないが、細いものを選んで主に塩や醤油で一夜漬けにする。一度塩漬けにしたものを、沢庵漬け、こうじ漬け、醤油漬けなどにする。花は料理に散らして、あしらいにする。未熟な果実も生食でき、大根おろしのような風味がある。
消化作用があり、胸やけに薬効があるといわれる。